# Aéroport de Yenişehir
L'aéroport de Yenişehir  est un aéroport situé dans la province de Bursa, en Turquie.

## Compagnies aériennes et destinations
| Compagnies       | Destinations |
| ---------------- | --- |
| AJet             | - Ankara Esenboğa, - Antalya, - Diyarbakır, - Erzurum (en), - Gaziantep-Oğuzeli, - Muş (tr), - Trabzon/Trébizonde |
| SalamAir         | Mascate |
| Turkish Airlines | Istanbul, Djeddah - Roi-Abdelaziz                                                                                 |

Edité le 24/05/2023